# カウンディンヤ
カウンディンヤ（Khmer: កៅណ្ឌិន្យ、Odia: କୌଣ୍ଡିନ୍ୟ、Sanskrit: कौण्डिन्य、混滇、混填、僑陳如）は、扶南国の初代君主。インドからカンボジアに渡り、現地の女王ソーマと結婚して扶南国を建国したとする説と、インド出身のバラモン僧であり、マレー半島経由でカンボジアに渡り、王となったとする説がある。